# École normale supérieure

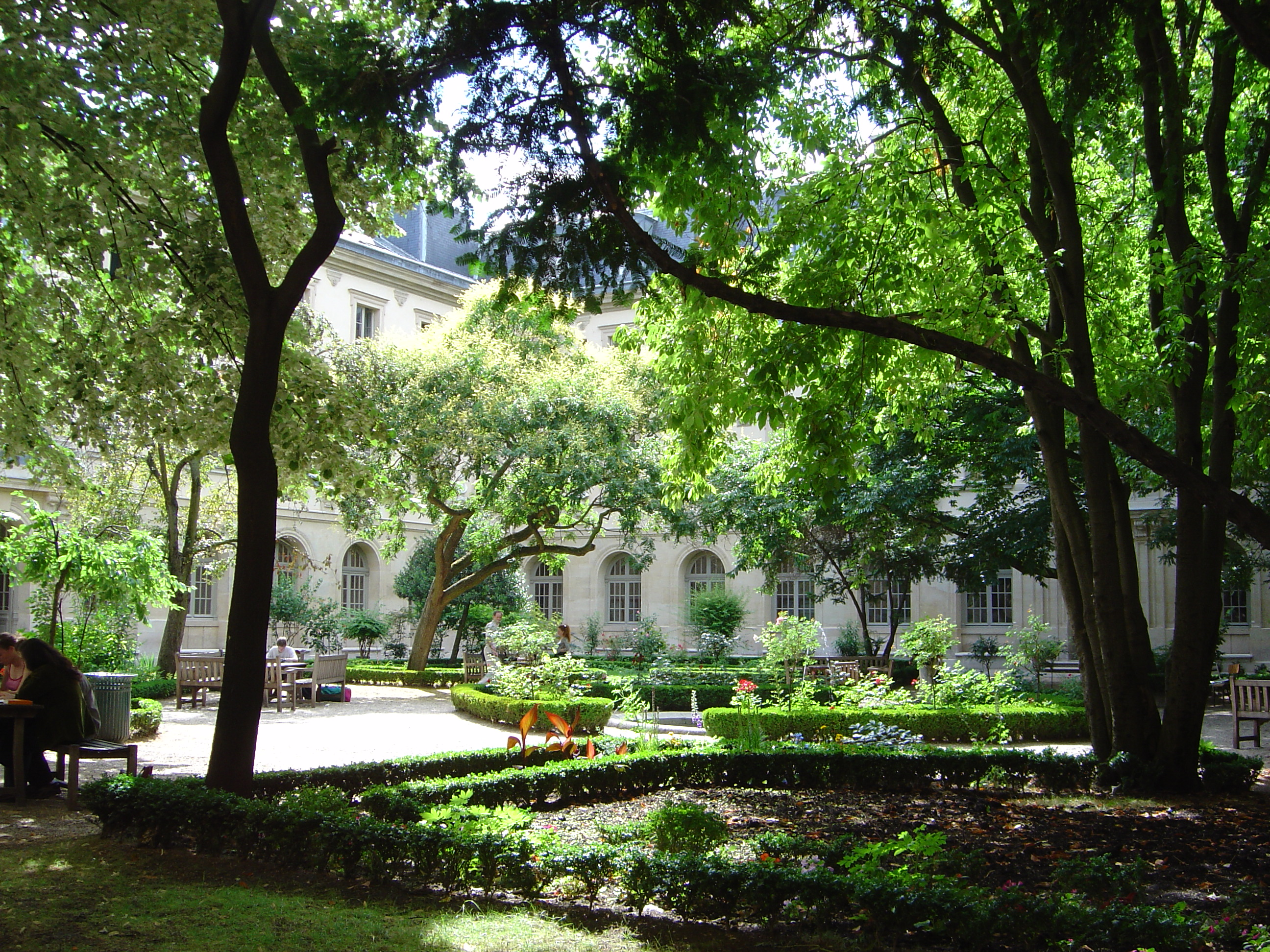
Cour aux Ernests – dvůr pařížské ENS

École normale supérieure (ENS) je nejslavnější[zdroj⁠?!] z francouzských „velkých škol“ (Grand établissement), založená roku 1794 jako univerzita pro výchovu vysokoškolských a středoškolských profesorů.

## Dějiny
Na škole, založené uprostřed Francouzské revoluce, sice učili nejlepší vědci té doby (Berthollet, Daubenton, Lagrange, de Laplace, Monge) a měla téměř 1000 studentů, chyběly jí však prostředky, takže brzy skončila. Obnovena za Napoleona I. roku 1808, mohla se roku 1847 přestěhovat do nové budovy v Rue d'Ulm (blízko Panhthéonu), kde sídlí dodnes. Protože od té doby vznikly podle jejího vzoru další (Cachan, Lyon, Pisa v Itálii aj.), odlišuje se první z nich podle svého sídla jako ENS Rue d'Ulm.

## Studium
Studium trvá čtyři roky, během nichž student získá licenciát (učitelské oprávnění) titul magistra a mnozí začnou pracovat na své disertaci. Předpokládá však rok a více let zvláštní přípravky, po níž následuje náročný konkurz; řádný student ENS je zde totiž zaměstnán a dostává plat. Kromě toho zde ovšem studuje mnoho dalších studentů na základě mezinárodních smluv, stipendií a podobně.
ENS nabízí vzdělání ve čtyřech velkých odvětvích:
- matematika a přírodní vědy,
- humanitní vědy a filozofie,
- společenské vědy a jazyky,
- inženýrské vědy.

Studijní program je velmi pružný, student má volnost ve výběru kurzů, je však vázán individuální smlouvou, kterou uzavírá se školou a se svým tutorem.

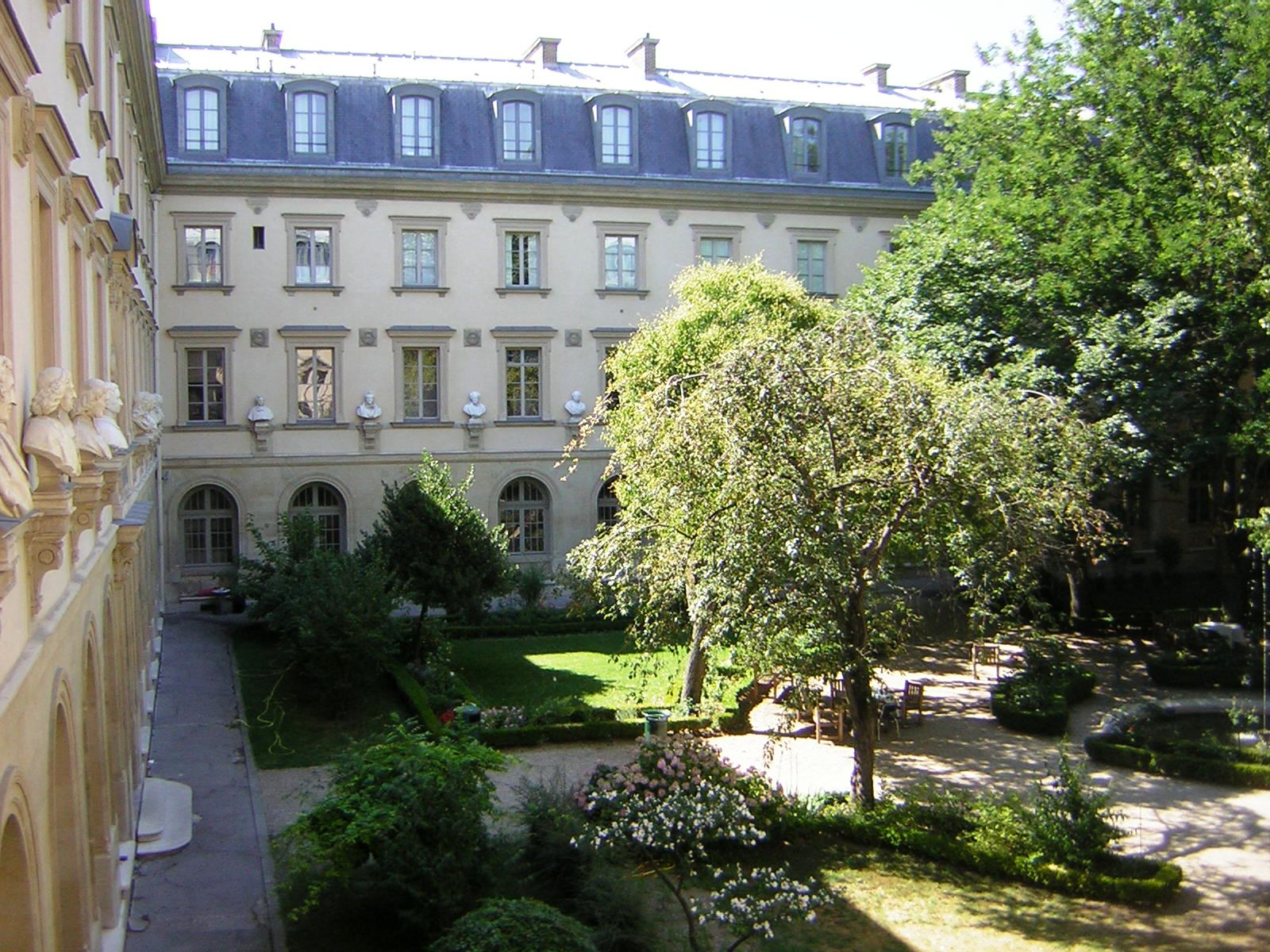
Dvůr budovy Rue d'Ulm (1847)

## Významní učitelé
Na ENS Ulm učila a učí řada významných osob, například:
- Pierre-Louis Dulong, fyzik a chemik
- Charles Augustin Sainte-Beuve, spisovatel
- Numa Denis Fustel de Coulanges (1880–1883), historik
- Louis Pasteur (1857–1867), biolog
- Émile Borel (1910–1920), matematik
- Samuel Beckett (1928–1930), spisovatel
- Louis Althusser (1948–1980), filozof
- Paul Celan (1959–1970), spisovatel.

Právě na ENS Ulm vznikla také skupina matematiků, která se proslavila kolektivním pseudonymem Nicolas Bourbaki.

## Významní absolventi
Z řad absolventů ENS Ulm vzešlo 12 nositelů Nobelových cen, 10 laureátů Fieldsovy medaile (matematika) a 15 pozdějších členů Francouzské akademie. (V závorce rok promoce.)
- Alain (Émile Chartier), (1889), filozof
- Louis Althusser (1939), filozof
- Raymond Aron (1924), sociolog
- Henri Bergson (1879), filozof
- Marc Bloch (1904), historik
- Émile Borel (1889), matematik
- Pierre Bourdieu (1951), sociolog
- Georges Canguilhem (1924), filozof
- Jean Cavaillès (1923), filozof
- Claude Cohen-Tannoudji (1953), Nobelova cena za fyziku 1997
- Victor Cousin (1811), filozof
- Jacques Derrida (1952), filozof
- Pierre Duhem (1882), fyzik
- Georges Dumézil (1916), historik
- Émile Durkheim (1879), sociolog
- Lucien Febvre (1899), historik
- Albert Fert (1957), Nobelova cena za fyziku 2007, Wolfova cena 2007
- Michel Foucault (1946), filozof
- Numa Denis Fustel de Coulanges (1850), historik
- Évariste Galois (1829), matematik
- Pierre-Gilles de Gennes (1951), Nobelova cena za fyziku 1991
- Jean Giraudoux (1903), spisovatel
- Jean Guitton (1920), filozof
- Claude Hagège (1955), lingvista
- Maurice Halbwachs (1898), sociolog
- Vladimir Jankélévitch (1922), filozof
- Jean Jaurès (1878), politik
- Alfred Kastler (1921), Nobelova cena za fyziku 1966
- Laurent Lafforgue (1986), matematik, Fieldsova medaile 2002
- Henri Lebesgue (1894), matematik
- Pierre-Louis Lions (1975), matematik, Fieldsova medaile 1994
- Gabriel Lippmann (1868), Nobelova cena za fyziku 1908
- Henri-Irénée Marrou (1925), historik
- Maurice Merleau-Ponty (1926), filozof
- Louis Eugène Félix Néel (1924), Nobelova cena za fyziku 1970
- Louis Pasteur (1843), biolog
- Charles Péguy (1894), spisovatel
- Jean Baptiste Perrin (1891), Nobelova cena za fyziku 1926
- Georges Pompidou (1931), politik
- Romain Rolland (1886), Nobelova cena za literaturu 1915
- Paul Sabatier (1874), Nobelova cena za chemii 1912
- Jean-Paul Sartre (1924), spisovatel a filozof, Nobelovu cenu za literaturu 1964 odmítl
- Laurent Schwartz (1934), matematik, Fieldsova medaile 1950
- Jean-Pierre Serre (1945), matematik, Fieldsova medaile 1954
- Michel Serres (1952), filozof
- Hippolyte Taine (1848), filozof
- René Thom (1923), matematik, Fieldsova medaile 1958
- Alain Touraine, (1950), sociolog
- André Weil (1922), matematik
- Simone Weilová (1928), filozofka
- Wendelin Werner (1987), matematik, Fieldsova medaile 2006
- Jean-Christophe Yoccoz (1975), matematik, Fieldsova medaile 1994

Obsáhlejší seznam: Absolventi École normale supérieure